# 세쿤 데라로사

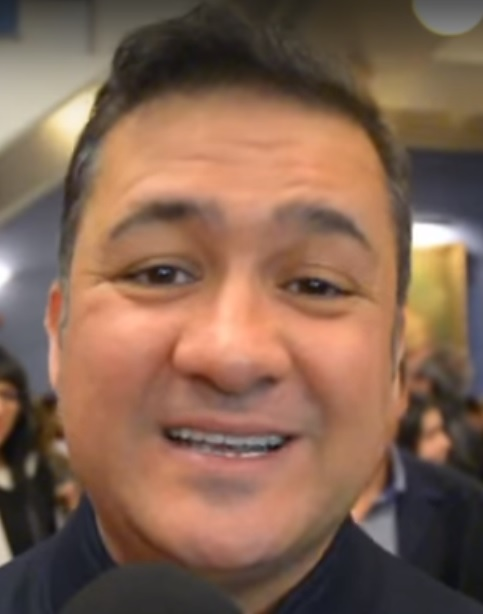

세쿤 데라로사(스페인어: Secun de la Rosa, 1969년 12월 23일 ~ )는 스페인의 무대 연출가, 배우이다.
바르셀로나에서 태어났다.

## 영화
- 플로테이팅 (2018년)
- 피엘레스 (2017년)
- 더 바 (2016년) - 사투르 역
- 아블라 (2015년)
- 타임 오브 몬스터스 (2015년)
- 네고시에이터 (2014년)
- 마녀 사냥꾼 (2013년) - 파체코 역
- 늑대인간 (2011년) - 마리오 역
- 노 컨트롤 (2010년)
- 앵자이어티 (2009년)
- 13송이 장미 (2007년)
- 캐주얼 데이 (2007년)
- 투 사이즈 오브 더 베드 (2005년)
- 인카우토스 (2004년)
- 풋볼 데이 (2003년) - 곤잘로 역
- 연애의 기술 (2003년) - 카를로스 역
- 왓 유 네버 뉴 (2000년)